# Амат, Хуан
Хуан Амат Фонтанальс (исп. Juan Amat Fontanals, кат. Joan Amat i Fontanals; 10 июля 1946, Тарраса, Каталония — 12 мая 2022, Тарраса, Каталония) — испанский хоккеист (хоккей на траве), полузащитник. Серебряный призёр летних Олимпийских игр 1980 года.

## Биография
Хуан Амат родился 10 июля 1946 года в испанском городе Тарраса.
Играл в хоккей на траве за «Эгару» из Таррасы. В её составе дважды выигрывал Кубок Европы (1969—1970), шесть раз — чемпионат Испании (1971—1975, 1979), пять раз — Кубок короля (1968—1969, 1971—1973).
В 1968 году вошёл в состав сборной Испании на Олимпийских играх в Мехико, занявшей 6-е место. Играл на позиции полузащитника, провёл 5 матчей, забил 1 мяч в ворота сборной Новой Зеландии.
В 1969 году был награждён Серебряной медалью за спортивные заслуги.
В 1972 году вошёл в состав сборной Испании на Олимпийских играх в Мюнхене, занявшей 7-е место. Играл на позиции полузащитника, провёл 9 матчей, забил 1 мяч в ворота сборной Аргентины.
В 1976 году вошёл в состав сборной Испании на Олимпийских играх в Монреале, занявшей 6-е место. Играл на позиции полузащитника, провёл 7 матчей, забил 7 мячей (три в ворота сборной ФРГ, по одному — Пакистану, Новой Зеландии, Бельгии и Малайзии).
В 1980 году вошёл в состав сборной Испании на Олимпийских играх в Москве и завоевал серебряную медаль. Играл на позиции полузащитника, провёл 7 матчей, забил 16 мячей (восемь в ворота сборной Кубы, четыре — Индии, два — Танзании, по одному — СССР и Польше). На счету Амата — все три мяча в ворота индийцев в финале, где испанцы уступили (3:4).
В составе сборной Испании в 1970 году завоевал бронзовую медаль чемпионата Европы в Брюсселе, в 1971 году — серебряную медаль чемпионата мира в Барселоне, в 1974 году — золотую медаль чемпионата Европы в Мадриде.
В течение карьеры провёл за сборную Испании 144 матча.
Скончался 11 мая 2022 года.

## Семья
Представитель хоккейной и олимпийской династии. Братья Хуана Амата Педро Амат (род. 1940), Хайме Амат (1941—2020) и Франсиско Амат (род. 1943), племянники Пол Амат (род. 1978) и Хайме Амат (род. 1970) также играли за сборную Испании по хоккею на траве.
Педро Амат участвовал в летних Олимпийских играх 1960 (бронза), 1964 и 1968 годов, Франсиско Амат — 1964, 1968 и 1972 годов, Хайме Амат-старший — 1964 и 1972 годов.
Пол Амат участвовал в летних Олимпийских играх 1996 (серебро), 2000, 2004, 2008 (серебро) и 2012 годов, Хайме Амат-младший — 1992, 1996 (серебро) и 2000 годов.